# Jacques Brives
Pour les articles homonymes, voir Brives.
Jacques Brives est un homme politique français né le 9 août 1800 à Montpellier (Hérault) et décédé le 7 janvier 1889 à Montpellier.

## Biographie
Négociant à Montpellier, il est militant républicain sous la monarchie de Juillet, organisant la campagne des banquets à Montpellier. Commissaire du gouvernement en février 1848, il est député de l'Hérault de 1848 à 1851, siégeant au groupe d'extrême gauche de la Montagne.
Exilé en Belgique après le coup d’État du 2 décembre 1851, il ne revient en France qu'en 1870. Compromis dans la Commune de Paris, il arrive à s'enfuir et retourne en Belgique. Il rentre en France en 1879, lors de l'amnistie.